# Klolös utter
Klolös utter (Aonyx capensis) är en art i släktet klolösa uttrar som förekommer i större delar av Afrika.

## Utseende
Rovdjuret når en kroppslängd (huvud och bål) av 76 till 88 cm, en svanslängd av 46,5 till 51,5 cm samt en vikt av 10 till 22 kg. Som namnet antyder liknar framtassarna människans händer med långa fingrar som är vid spetsen avrundade och dessutom saknas klor. Vid bakfötterna förekommer simhud mellan tårna. Vid andra, tredje och fjärde tån finns små klor som används för pälsvården. Det stora huvudet kännetecknas av kraftiga käkar, av stora molarer och av långa vita morrhår. Klolös utter har mörkbrun päls på ovansidan, något ljusare brun päls på undersidan och en krämfärgad strupe. Artens päls består av underull med cirka 10 mm långa vita hår som är sammanflätade med varandra samt av upp till 25 mm långa täckhår. Nära individernas anus ligger körtlar och med vätskan markeras reviret. På honornas bakkropp finns två par spenar.

## Utbredning och habitat
Utbredningsområdet sträcker sig från Senegal till Etiopien och söderut till Sydafrika. Arten saknas i stora delar av Kongobäckenet. Där förekommer istället Kongouttern. I Uganda och Rwanda delar båda arter utbredningsområdet. Klolös utter når i bergstrakter 3000 meter över havet. Habitatet utgörs bland annat av regnskogar, kustregioner och till och med halvöknen men alltid i närheten av vattenansamlingar. Den föredrar sjöar och leriga floder men den besöker även bräckt vatten och havets kustlinje vid förekomst av sötvatten i samma område. Denna utter kan i viss mån anpassa sig till människan. Den hittas bland annat i floder som flyttar genom samhällen.

## Ekologi
Honor som inte är brunstig lever ensam och de har avgränsade revir mot andra honor. Hannar lever likaså ensam eller de bildar mindre flockar med upp till åtta medlemmar. Ensamma hannars revir kan överlappa med territoriet från andra hannar och honor. Klolös utter dyker vanligen till ett djup av 0,5 till 1,5 meter när den jagar och ibland når den ett djup av 2,5 meter. Artens byten utgörs huvudsakligen av kräftdjur, groddjur och vattenlevande insekter. Födan kompletteras med olika fiskar, främst under den kalla årstiden. I mindre mått ingår andra vattenlevande smådjur i födan som blötdjur, mindre kräldjur, småfåglar och näbbmöss. Uttern dödar i sällsynta fall större fåglar som ankor, gäss, svanar eller rallar.
Arten simmar främst med hjälp av bakfötterna och svansen eller den använder svansen för att styra. Vid jakten biter den inte i bytet som andra uttrar utan griper rovet med sina främre tassar. På land når den ibland en hastighet av 7 km/h. Lyan är oftast en naturlig hålighet som byggs ut och fodras med växtdelar av uttern. Klolös utter dyker vanligen 18 sekunder och ibland upp till 49 sekunder. Den äter på vattenytan eller på land.
Honor kan bli hela året brunstiga men de flesta ungar föds under den torra perioden. Dräktigheten varar i genomsnitt 63 dagar och sedan föds en till tre ungar (sällan upp till 5). Ungarna är i början blind och hjälplösa med en vikt omkring 200 g. Efter cirka 16 till 30 dagar syns de för första gången utanför lyan. Ungarna diar sin mor 45 till 60 dagar och de blir könsmogna samt självständiga efter ungefär ett år. Några exemplar levde 10 till 12 år i naturen och i fångenskap blir klolös utter ibland 15 år gammal.
Uttern faller ibland offer för nilkrokodilen och skrikfiskörn.

## Status
Klolös utter hotas främst av habitatförstöring genom vattenförorening, skogsröjningar, torrläggning av vattendrag och andra landskapsförändringar. Arten jagas regionalt för pälsens skull och den dödas av fiskare som ser uttern som en konkurrent. I Zimbabwe och angränsande områden påstås att uttern dödar många laxfiskar men undersökningar av artens avföring visade att rovdjurets föda består bara till en procent av laxfiskar. Dessutom livnär sig klolös utter till största del av andra ämnen än laxfiskar. Ibland dör uttrar när de av misstag hamnar i fiskenät. IUCN befarar att artens bestånd minskar med 20 % under de kommande 13 åren (räknad från 2015) och listar klolös utter som nära hotad (NT).